# Bhimtal
Bhimtal is een nagar panchayat (plaats) in het district Nainital van de Indiase staat Uttarakhand. 

## Demografie
Volgens de Indiase volkstelling van 2001 wonen er 5.875 mensen in Bhimtal, waarvan 54% mannelijk en 46% vrouwelijk is. De plaats heeft een alfabetiseringsgraad van 78%. 